# City of Manchester Stadium
City of Manchester Stadium, znany również jako CoMS lub Eastlands; od 8 lipca 2011 roku nosi nazwę Etihad Stadium – stadion w Manchesterze, Wielka Brytania. Obiekt zaprojektowany został na Igrzyska Olimpijskie w 2000 roku. Manchester nie został jednak organizatorem tej imprezy. Stadion wybudowano więc na Igrzyska Wspólnoty Narodów 2002 i kosztował on 110 milionów funtów. Następnie obiekt przekształcono do użytku piłkarskiego i w 2003 roku stał się stadionem Manchesteru City. Umowa obowiązuje na 250 lat.
W sezonie 2007/2008 odbył się tu finał Pucharu UEFA.

## Galeria

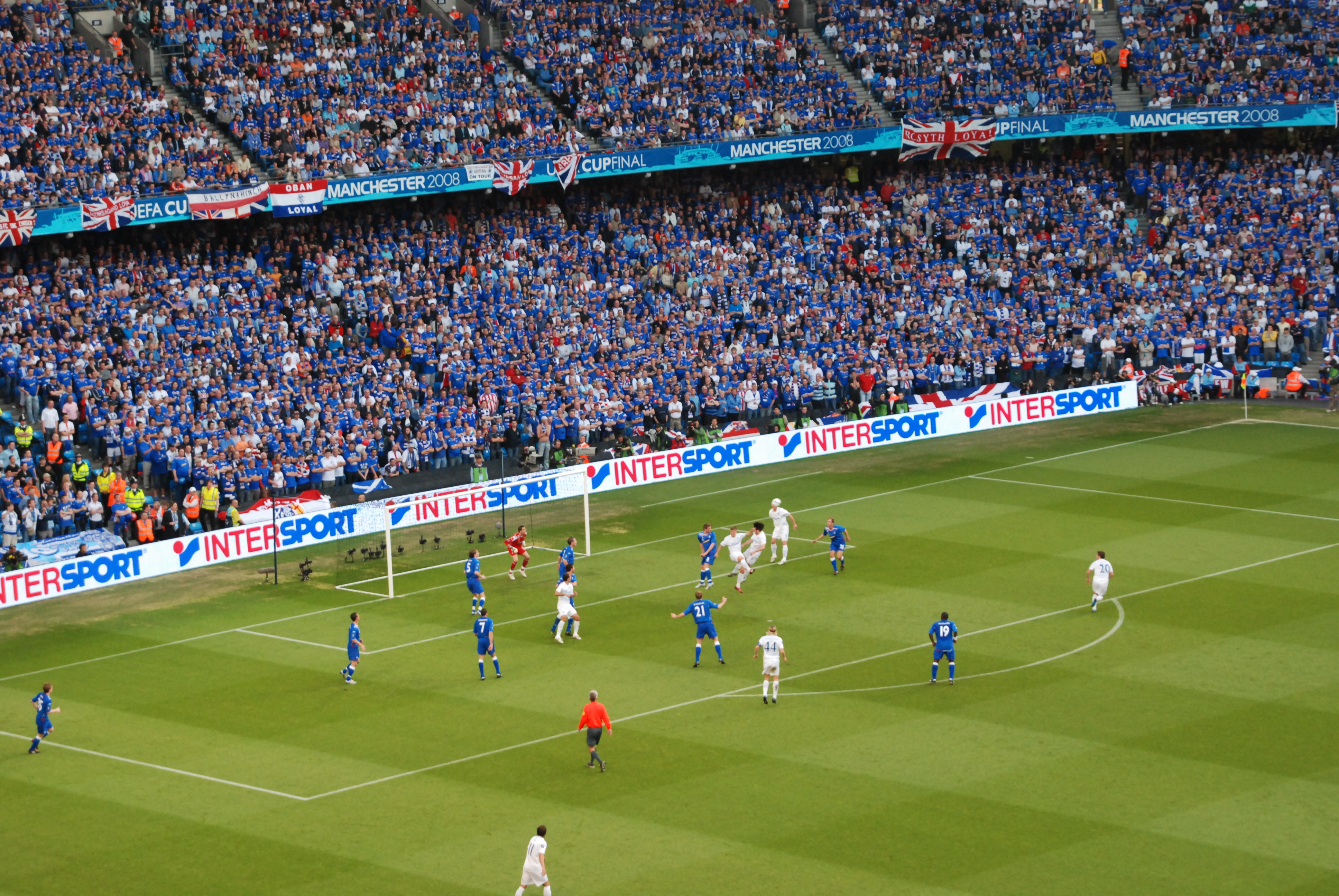
Finał Pucharu UEFA w 2008
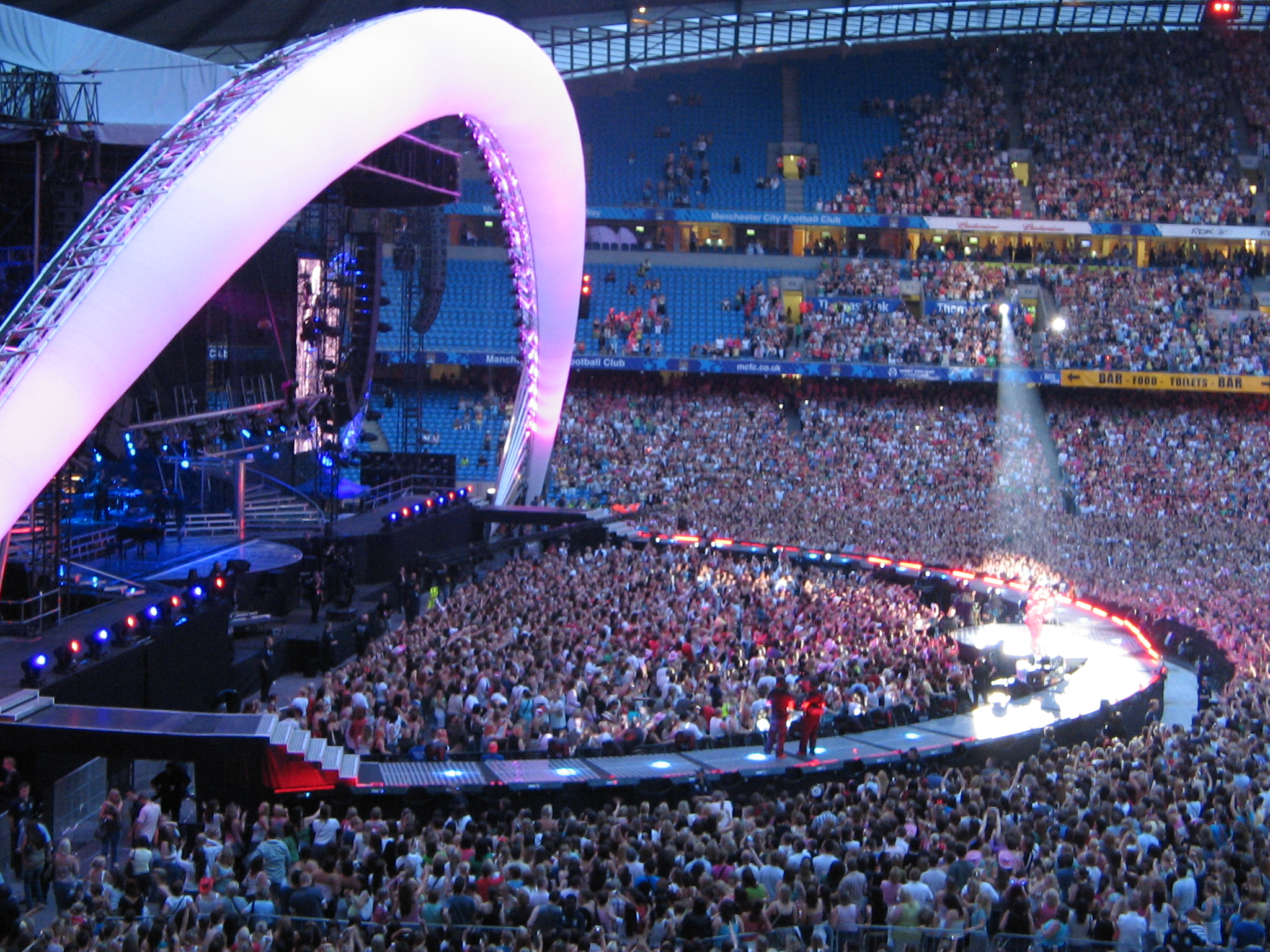
Widok podczas rockowego koncertu. Po przebudowie stadion posiada 3 rzędy trybun
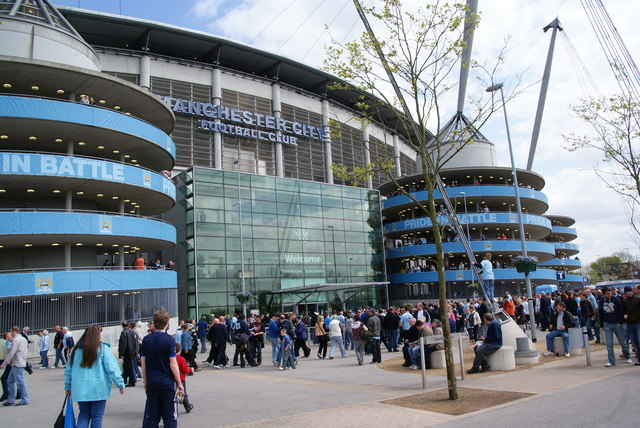
Główne wejście. Widok fasady obiektu
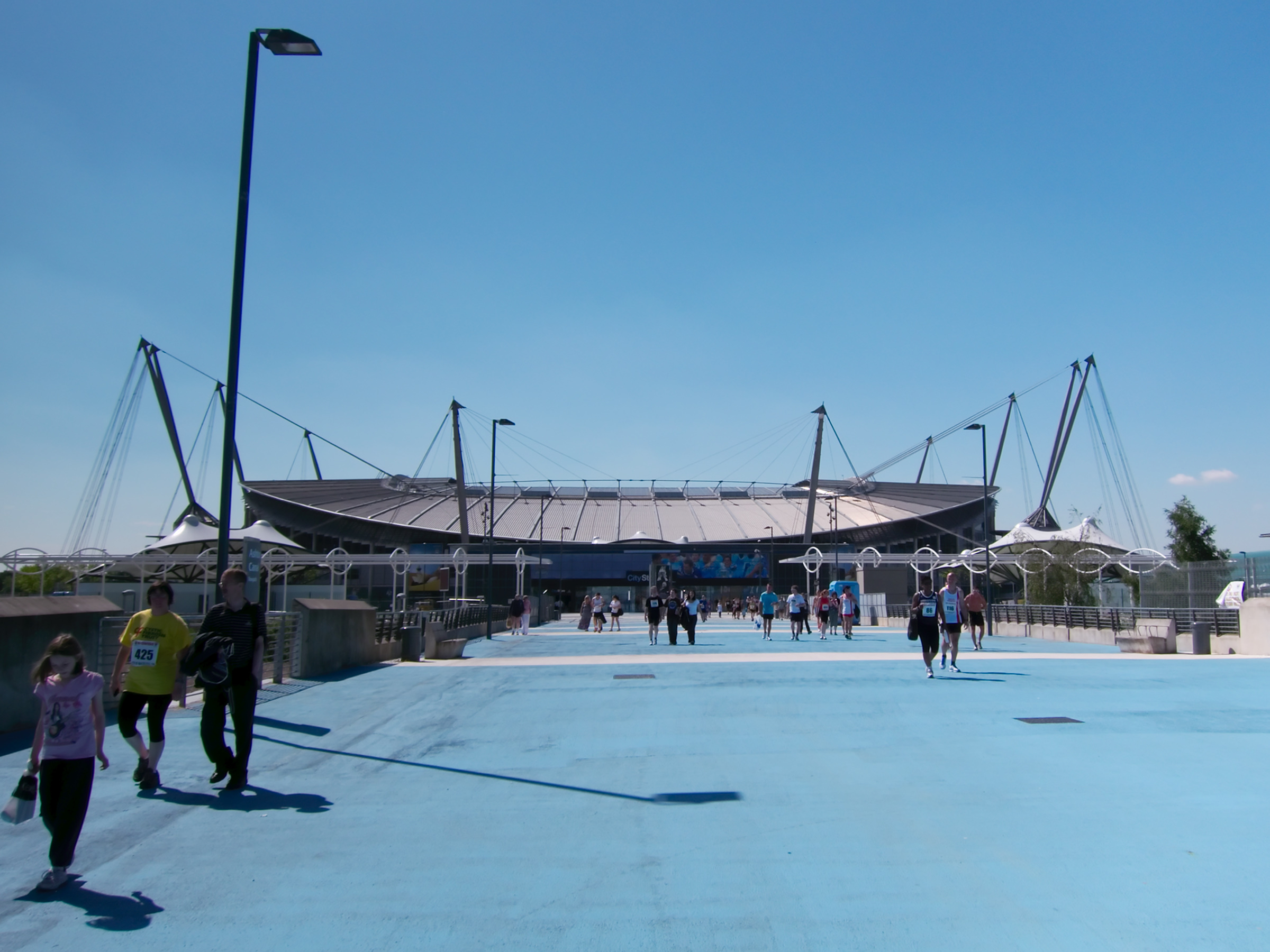
Droga na stadion nazwana na cześć Joe Mercera